# ویبلسهایم
ویبلسهایم (به آلمانی: Wiebelsheim) یک شهر در آلمان است که در راین-هونسروک واقع شده‌است. ویبلسهایم ۴۹۵ نفر جمعیت دارد.